# Dmitrij Valerjevics Utkin
Dmitrij Valerjevics Utkin (oroszul: Дмитрий Валерьевич Уткин) (Asbest, 1970. június 11. – Kuzsenkino, 2023. augusztus 23.) orosz katonatiszt. A GRU különleges erők tisztjeként szolgált, ahol alezredesi rendfokozatot viselt. Állítólag társalapítója és katonai parancsnoka volt az orosz államilag finanszírozott Wagner-csoportnak, katonai fedőneve állítólag Wagner volt. Utkin állítólag neonáci volt. Ritkán jelent meg nyilvánosan, de állítólag ő volt a katonai magáncég parancsnoka, míg Jevgenyij Prigozsin volt a tulajdonosa és nyilvános arca. Utkin négyszer kapta meg az orosz Bátorságrend kitüntetést.

## Katonai karrier

### Slavonic Corps
Utkin 2013-ig az Orosz Föderáció Fegyveres Erői Főparancsnoksága (GRU) 2. Különleges Dandárja 700. Különleges Osztályának parancsnokaként szolgált, amely a pszkovi terület Pecsorijában állomásozott.
Miután elhagyta a hadsereget, 2013-ban Utkin a Moran Security Groupnak kezdett dolgozni, egy orosz katonai veteránok által alapított magáncégnek, amely világszerte biztonsági és kiképzési feladatokban vett részt, és a kalózkodás elleni védelemre specializálódott. Ugyanebben az évben a Moran Security Group vezetői részt vettek a hongkongi székhelyű Slavonic Corps létrehozásában, amely vállalkozókat keresett "olajmezők és csővezetékek védelmére" Szíriában, annak polgárháborúja idején. Utkin a Slavonic Corps tagjaként került bevetésre Szíriában, túlélve a katasztrofális küldetést.
2013 októberében visszatért Moszkvába. Ezt követően az orosz Szövetségi Biztonsági Szolgálat letartóztatta a Slavonic Corps néhány tagját illegális zsoldostevékenység miatt.

### Wagner-csoport
Szinte azonnal az Oroszországba való visszatérése után Utkin állítólag létrehozta saját zsoldoscsoportját. A csoport neve, a Wagner-csoport az Utkin által akkoriban használt "Wagner" hívójelre utal, amely maga is Richard Wagner német zeneszerzőre utal. 2014 februárjában Utkint és a Wagner-csoportot, valamint a Szláv Hadtest több veteránját a Krímben, majd Donbászban látták, ahol az orosz-ukrán háború során az oroszbarát szeparatisták oldalán harcoltak.  A Gazeta.ru arról számolt be, hogy Utkin és emberei részt vehettek az önjelölt Luganszki Népköztársaság több tábori parancsnokának meggyilkolásában. A Yeni Şafak című török lap arról számolt be, hogy Utkin valószínűleg csak egy figurája volt a társaságnak, míg a Wagner valódi vezetője valaki más volt.
Utkint a Kremlben látták a 2016. december 9-i Hazai Hősök Napja ünnepségén. Az ünnepségen a négy Bátorságrend kitüntetettjeként vett részt, és Vlagyimir Putyin orosz elnökkel együtt fényképezkedett. Dmitrij Peszkov, az orosz elnök sajtótitkára elismerte, hogy Utkin a meghívottak között volt, de nem kommentálta a zsoldosokkal való kapcsolatát. Ez volt állítólag Utkin utolsó nyilvános szereplése.
Az RBK arról számolt be, hogy a Krasznodari területen végzett kiképzés után Utkin és emberei 2015-ben visszatértek Szíriába. Nem sokkal a szíriai orosz légicsapások megkezdése után jelentések jelentek meg a földön harcoló orosz zsoldosok haláláról. A közösségi médiában több olyan kép is elterjedt, amelyek látszólag a 2016 márciusában a palmyrai csatában megölt orosz fegyvereseket ábrázolták. 2016-ban a Sky News jelentése szerint körülbelül 500-600 embert, főként Wagner zsoldosokat öltek meg Szíriában. 2017 júniusában Utkin elrendelte, hogy egy szíriai dezertőrt kínozzanak meg és verjenek agyon kamerák előtt.
A Wagner-csoportnak fontos szerepe volt Ukrajna orosz megszállásában. Ekkor már arról számoltak be, hogy Utkin volt a Wagner színfalak mögötti katonai parancsnoka, aki a katonai műveletek felügyeletéért felelt, míg Prigozsin volt a tulajdonos, a finanszírozó és a nyilvános arc. A csoport volt az orosz erők gerince a bakhmut-i csatában. Prigozsin nyíltan kritizálni kezdte az orosz védelmi minisztériumot az Ukrajna elleni háború rossz kezelése miatt. 2023. június 23-án Prigozsin a Wagner-csoport élén lázadásba kezdett, miután azzal vádolta a Védelmi Minisztériumot, hogy Wagner katonákat lőttek. A Wagner-egységek elfoglalták az orosz Rosztov-na-Donu városát, miközben egy Wagner-konvoj Moszkva felé vette az irányt. Utkin szerepe a Wagner-lázadásban ismeretlen, bár voltak jelentések arról, hogy a Wagner-konvojt Moszkva felé vezető tankban ült. A lázadást másnap leállították, amikor megállapodás született: A Wagner-lázadók ellen nem indítanak büntetőeljárást, ha úgy döntenek, hogy vagy szerződést kötnek a védelmi minisztériummal, vagy Fehéroroszországba költöznek.

## Halála
2023. augusztus 23-án repülőgép-szerencsétlenségben halt meg. A balesetben kilenc másik ember halt meg, köztük Jevgenyij Prigozsin, a Wagner-csoport vezetője. A Wagnerhez kapcsolódó Telegram-csatorna azt állította, hogy a gépet az orosz légvédelem lőtte le a Tveri terület felett. Orosz médiajelentések szerint a gépet lelőhették.